# 乔安·费曼
乔安·费曼（或译约安·费曼、琼·费曼，1927年3月31日—2020年7月22日）是一名美国天体物理学家，以研究极光的机理而知名。她对有关太阳风的场与粒子作用、日地关系研究和磁层学说都有重要贡献。此外她还创立了一个可预测高能粒子撞击宇宙飞船可能性大小的模型，并提出过一个用于预测太阳周期的方法。
她有一个比自己约大10岁的亲哥哥理查·费曼，后者也是她的科学启蒙老师。理查后来成为了一位享誉世界的理论物理学家。

## 生平

### 早期生活
Joan（乔安/约安）一名源于法语名Johanne（约安妮），而这个法语名最早源出自希伯来语名（其拉丁字母转写为，譯為耶和华南），意为“造物主是仁慈的”。
乔安·费曼出生于1927年3月21日，与哥哥理查一同在纽约皇后区法洛克威长大的。母亲本名叫露西乐·菲利普斯（Lucille Phillips），是一位家庭主妇；父亲名叫梅尔维尔·阿瑟·费曼（Melville Arthur Feynman）是一名对科学有业余兴趣的商人。她们一家人来自俄国和波兰，她双亲都是阿什肯纳兹犹太人。她与哥哥一样，也是个对自然充满好奇，从小就喜欢问问题的孩子。然而，她的母亲和祖母都曾劝过她不要从事科学研究，因为她们觉得女性对复杂科学概念的理解能力天生不如男性。尽管如此，她哥哥却经常鼓励她要保持对宇宙万物的好奇心。一天晚上，哥哥理查哄她去住处附近的一个空旷高尔夫球场一起看闪烁的北极光。这是她第一次认识极光，也由此开始了她与极光相伴一生的不解情缘。不久，费曼阅读了哥哥带给她的天文学书籍，并从中找到了惬意的感觉。当她在书中看到一幅据天文学家塞西莉亚·佩恩-加波施金的理论所绘制的图时，她被深深地吸引住，并开始确信自己的确有能力学习与理解科学。

### 教育经历
费曼在欧柏林学院取得学士学位。之后她前往雪城大学物理系，在麦尔文·拉克斯的指导下主修固体物理学。硕士在读期间，她曾休学一年，前往危地马拉，并在那里研究有关当地玛雅人的人类学。1958年，费曼取得物理学博士学位。她的博士论文与“钻石型晶格结构晶体对红外辐射的吸收”（"absorption of infrared radiation in crystals of diamond-type lattice structure"）有关。她后在哥伦比亚大学完成过博士后研究。

### 从业经历

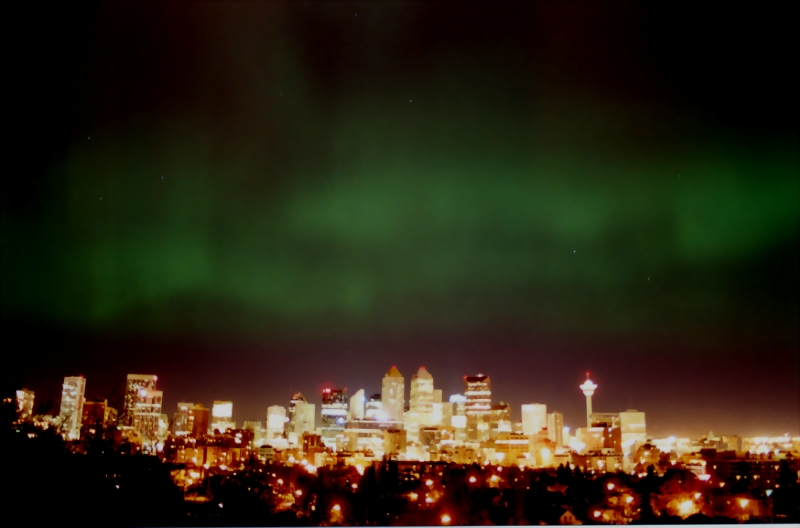
卡尔加里上空显现的一片美丽的极光。

乔安·费曼的職業生涯中，投注了大量時間在研究太阳风与地球磁层的相互作用。1971年，她任職於NASA阿姆斯研究中心時发现，太阳风中的氦元素可以作為日冕大量抛射（CME，太阳物质周期喷射现象）的確認依據，這項發現的重大之處在於，雖然當時已知 CME 現象存在，卻難以探測得知。
离开阿姆斯研究中心后，费曼先后换了好几个不同的研究岗位，分别有科罗拉多州圆石市国家大气研究中心的高纬观察站、华盛顿特区的国家科学基金会以及麻省的波士顿学院的数个职位。最终，费曼于1985年接受并留在了加州帕萨迪纳喷气推进实验室提供的一个职位，在此一直工作到退休。
费曼在研究极光的性质与成因时有了重大发现。利用NASA的“Explorer 33”号飞船所采集的数据，她证明了极光的产生是地球磁层与太阳风产生的磁场相互作用的结果。
高速的日冕物质大量抛射时所产生的磁暴会对正在工作的宇宙飞船以及在宇宙空间作业的人员产生伤害。费曼曾帮忙提出了一种可估计局部空间环境中磁暴危害的风险大小的模型。高速日冕物质集中抛射会在太阳风中产生一种冲击波，从而加速太阳粒子并在粒子到达地球磁层外部时激发磁暴。一般说来，这种风暴的产生会同时伴随着危险的高速质子流的大量喷涌，这将损坏通讯系统并使空间飞船无非正常运作。费曼提出的模型为工程师们计算出强破坏性高能粒子流的流量提供了极大的帮助。她在此领域的工作成果对于未来空间飞船的设计有重要意义。
在事业生涯后期，她研究了气候变化。她对于太阳上发生的一些瞬变现象和太阳周期的波动尤其感兴趣。此外，她研究了太阳对冬季气候反常特征（即北極振盪或北向周年模型（North Annular Mode，NAM））的影响。在与丈夫亚历山大·鲁茨迈金（Alexander Ruzmaikin）共同工作期间，她发现当太阳活动随周期变化时，NAM指数也会有规律地下降。这种太阳活跃度的周期性偏低现象与世界上特定地区的大降温现象非常吻合。举例来说，这种现象在小冰期期间曾在欧洲出现。费曼及其同事还一同探究了太阳周期波动与古代尼罗河水位变化的关系。当太阳运动处于活跃期时，尼罗河周边的环境就会变得干燥；而当太阳运动不活跃时，尼罗河附近则会变得比较潮湿。
1974年，费曼当选为美國地球物理聯盟（AGU）的第一个女性成员。她也在AGU组织过一个旨在提高地球物理社群中女性成员待遇的会议。费曼也是国际天文联合会（IAU）的长期成员。她也同时担任过数个IAU分部的成员。

### 退休后
2003年，费曼从喷气推进实验室退休。退休后，她仍继续从事研究，2009年时还写了一本关于头一千年中太阳活动与太阳大气的影响的书。
费曼曾于在职期间参与撰写了超过100本科技类图书，并参与过3本科技图书的编辑工作。
2020年7月22日，费曼去世。

## 奖项
费曼曾2次被选为美国地球物理联盟太阳与星际物理部的秘书。
2002年，费曼当选喷气推进实验室精英高级研究科学家（elite senior research scientist）。
2002年，她荣获NASA颁发的杰出成就奖。

## 个人生活
她有一个女儿，名叫苏珊（Susan Hirshberg），和2个儿子，分别叫查尔斯（Charles Hirshberg）和马特（Matt Hirshberg）。
1987年，费曼又嫁给了研究天体物理学的同事亚历山大·鲁茨迈金（Alexander Ruzmaikin）。
1993年，哥哥理查·费曼去世5年之际，布劳恩（Brown, Laurie M.）和里格登（Rigden, John S.）出版了1本纪念理查的书《满载美好：对理查·费曼的追忆》（Most of the Good Stuff: Memories of Richard Feynman）。书中收录了对众多熟悉费曼的学界名人的采访，其中就包括乔安·费曼。